# Alert Standard Format
Alert Standard Format(ASF)は、コンピュータにおいてOSが動作していない環境の遠隔制御と警報インターフェイスを定義する仕様のことである。
ネットワークプロトコル(RMCP等)、Firmwareインターフェイス(ACPI、SMBIOS、SMBus Serial EEPROM)、メッセージ形式等から構成されており、OSの動作とは関係なく、パソコンやサーバの起動・停止・強制再起動を制御したり、パソコンやサーバの構成部品の異常を検知することができる。
インテルとIBMが、1997年に共同開発したAlert on LAN(AoL)が原型とされ、標準化団体であるDMTFにより2001年にASF1.03、2003年にASF2.0がリリースされた。
デル、IBM、インテル、富士通等の機器で全部または一部が採用されている。